# Лотошино
Лотошино́ — посёлок городского типа, административный центр городского округа Лотошино Московской области России. Населённый пункт воинской доблести.

## Общие сведения
Расположен на северо-западе области, в 34 км к северо-западу от железнодорожной станции Волоколамск и в 27 км к северо-востоку от железнодорожной станции Шаховская, в южной части района и в восточной части городского поселения. Стоит на реке Лоби (бассейн Волги).
В старину Лотошино было торговым селом. Большинство жителей села торговали собственными изделиями (игрушки, пирожки и т. д.) с лотка, а людей, торговавших так, называли лото́шниками.
В селе была усадьба Мещерских, которая не сохранилась, от нее остался лишь парк.
Лотошино — центр местной промышленности: молочный, овощесушильные заводы. Также в посёлке — лесхоз, опытное биотехнологическое предприятие, торфопредприятие.

## Население
| 1859  | 1886  | 1926  | 1939  | 1959  | 1970  | 1979  | 1989  | 2002  |
| ----- | ----- | ----- | ----- | ----- | ----- | ----- | ----- | ----- |
| 664   | ↘537  | ↗864  | ↗3396 | ↗3567 | ↗4911 | ↗6581 | ↗8752 | ↘5670 |
| 2006  | 2009  | 2010  | 2012  | 2013  | 2014  | 2015  | 2016  | 2017  |
| ↗5744 | ↘5186 | ↗5558 | ↘5473 | ↘5394 | ↘5363 | ↘5282 | ↘5229 | ↘5105 |
| 2018  | 2019  | 2020  | 2021  | 2023  | 2024  |       |       |       |
| ↘5044 | ↘4937 | ↘4886 | ↗6277 | ↘6187 | ↘6160 |       |       |       |

Национальный состав
По итогам переписи населения 2020 года проживали следующие национальности (национальности менее 0,1 % и другое, см. в сноске к строке «Другие»):
| Национальность | Численность, чел. | Доля     |
| -------------- | ----------------- | -------- |
| Русские        | 5594              | 89,12 %  |
| Украинцы       | 24                | 0,38 %   |
| Таджики        | 21                | 0,33 %   |
| Азербайджанцы  | 12                | 0,19 %   |
| Армяне         | 8                 | 0,13 %   |
| Чуваши         | 7                 | 0,11 %   |
| Немцы          | 7                 | 0,11 %   |
| Даргинцы       | 7                 | 0,11 %   |
| Другие         | 597               | 9,52 %   |
| Итого          | 6277              | 100,00 % |

## История

Храм Серафима Саровского

Населённый пункт впервые упоминается в составе Тверского княжества в Никоновской летописи в 1478 году. Уже в XVI веке — крупное торговое село.
В 1792 году в Лотошине была выстроена первая каменная церковь (Спасо-Преображенская, уничтожена в 1936 году). В 1812 году владельцем села князем И. С. Мещерским был выстроен первый в России сыродельный завод.
На карте Тверской губернии 1853 года А. И. Менде — Латашино.
По сведениям 1859 года — село Татьянковской волости Старицкого уезда Тверской губернии (Лотошинский приход) в 50 верстах от уездного города, на равнине, при реке Лоби, с 48 дворами, 11 прудами, 3 колодцами и 559 жителями (262 мужчины, 297 женщин).
В «Списке населённых мест» 1862 года Лотошино — владельческое село при реках Альбе и Издетель, с 42 дворами и 664 жителями (314 мужчин, 350 женщин), в селе была православная церковь, четыре завода, проводились ярмарки и еженедельные базары.
В 1886 году — 83 двора и 537 жителей (255 мужчин, 282 женщины).
В 1915 году насчитывалось 114 дворов, а село относилось к Федосовской волости.
Постановлением НКВД от 19 марта 1919 года вошло в состав Лотошинской волости Волоколамского уезда Московской губернии, став её центром.
По материалам Всесоюзной переписи населения 1926 года село было центром Лотошинского сельсовета, в нём проживало 864 человека (412 мужчин, 452 женщины), насчитывалось 155 хозяйств, среди которых крестьянских — 100, находились волисполком, больница, агропункт, почтово-телеграфное агентство, изба-читальня, библиотека.
C 1929 года — центр Лотошинского района. Статус посёлка городского типа Лотошино имеет с 1951 года.
1 мая 2020 года Лотошину присвоено почётное звание Московской области «Населённый пункт воинской доблести».

## Культура
В 1968 году открыт Лотошинский историко-краеведческий музей.
Выходит газета «Сельская новь».